# Plumularia flexuosa
Plumularia flexuosa is een hydroïdpoliep uit de familie Plumulariidae. De poliep komt uit het geslacht Plumularia. Plumularia flexuosa werd in 1894 voor het eerst wetenschappelijk beschreven door Bale. 